# 楠西庄
楠西庄，為1920年－1945年間存在之行政區，轄屬台南州新化郡。今台南市楠西區。

## 街庄原名
原屬
- 楠梓仙溪西里之密枝庄、茄拔庄、灣坵庄、鹿陶洋庄、龜丹庄
- 善化里東堡之萊宅庄
  - 茄拔庄改稱楠西[1]

## 行政區劃
楠西庄轄域內分為楠西、密枝、灣丘、鹿陶洋、龜丹、𦬬萊宅六個大字。

## 人口
1933年底計有3,542人，其中本島人3,488人，內地人45人，外國人9人。

## 設施
- 楠西庄役場
- 楠西公學校（今 楠西國小）
- 龜丹溫泉